# She Talks to Angels
«She Talks to Angels» es una canción de la banda estadounidense The Black Crowes. Hace parte de su álbum debut de 1990, Shake Your Money Maker y fue lanzada como su cuarto sencillo. La canción alcanzó la posición Nro. 30 del US Hot 100. Alcanzó el puesto Nro. 1 en el Mainstream Rock chart y el Nro. 70 en el UK Singles Chart en 1991.

## Créditos
- Chris Robinson - voz, guitarra
- Rich Robinson - guitarra, coros
- Jeff Cease - guitarras
- Johnny Colt - bajos
- Steve Gorman - baterías y percusión

## Versiones
Existe una versión de Brent Smith y Zach Myers de la banda de hard rock estadounidense Shinedown en su álbum de 2014 Acoustic Sessions.